# قاعدة أهون الشرين
قاعدة أهون الشرَّين أو قاعدة أخف الضررين هو مبدأ أخلاقي وقانوني وفقهي ينص على أنه عند الاضطرار إلى عمل غير أخلاقي من بين عملين غير أخلاقيين، يجب اختيار العمل الأقل فسادًا وضررًا، بمعنى دفع أعظم الضررين بارتكاب أخفهما.

## في الانتخابات الحديثة
في عام 2012، ذكر كاتب المقالات سانفورد جاي روزين في هافينغتون بوست  أن الفكرة أصبحت ممارسة شائعة لدى الناخبين اليساريين في الولايات المتحدة بسبب رفضهم الكبير لدعم حكومة الولايات المتحدة لحرب الفيتنام. ذكر روزين «بدءًا من الانتخابات الرئاسية 1968، سمعت كثيرًا من الليبراليين أنه لا يمكنهم التصويت لأقل الشرّين. قال البعض أنهم لن يصوتوا، وقال البعض الآخر أنهم سيصوتون لمرشح من طرف ثالث. بسبب هذا الشعار وصلنا إلى ريتشارد نيكسون عام 1942 إلى أن قضى عليه وترغيت. وصلنا بعدها إلى جورج دبليو بوش وديك تشيني عام 2000 إلى أن خرجوا عام 2009». ومن المعارضين للاستخدام الحديث لهذه المصطلحات في إشارة إلى السياسة الانتخابية هم الثوار المعارضون للنظام الحالي ككل وبالإضافة إلى السياسة المعتدلة التي تدافع عن الطرف الثالث عن طريق زيادة التعرض في هذا النظام. بالنسبة للناخبين في الانتخابات مع أكثر من مرشحين، إن اعتقد الناخب أن المرشح الأفضل لن يستطيع الفوز سيميل لإعطاء صوته للمرشح المفضل كمبدأ الشر المحتوم أو أقل الشرّين.
غالبًا ما يشير مؤيدو إستراتيجية أقل الشرّين في الولايات المتحدة إلى  حملات رالف نادر الرئاسية كمثال على  ما يمكن ان يحدث عندما يتلقى مرشح من الطرف الثالث عددًا كبيرًا من الأصوات. هم يزعمون أن مجرد وجود مرشح من طرف ثالث سيسرق الأصوات بصورة أساسية من المرشحين الأكثر تقدمًا وتصبح الانتخابات لصالح المرشح «الأسوأ»، لأن النسبة القليلة من الأصوات التي تذهب إلى مرشح الطرف الثالث تُعتبر جزءًا «مفقودًا» وكان يمكن أن تذهب عوضًا عن ذلك إلى مرشح أقل الشرّين. على سبيل المثال حصل مرشح الحزب الأخضر، نادر، عام 2000 على 2.7 من مجموع الأصوات وبسبب النتيجة التي توصل إليها الديمقراطيين مالوا إلى انتخاب بوش. إحدى الحجج العكسية هي أن ترشيح نادر من المرجح أن يكون زاد عدد الناخبين بين الليبراليين وأن آل غور حصل على أربعة من الولايات الخمسة، وثلاثين من أصل خمسة وخمسين صوتًا في المجمع الانتخابي، وحُددت النتيجة بأقل من واحد بالمئة. ناقش البعض إن مؤيدي نادر ومرشحين آخرين من الحزب الثالث سحبوا الناخبين الذين لم يصوتوا لا للحزب الدمقراطي ولا للجمهوري.
في الانتخابات الرئاسية الأمريكية 2016، كِلا المرشحين الرئيسيين في الأحزاب الرئيسية، هيلاري كلينتون (الحزب الدمقراطي)، ودونالد ترامب (الحزب الجمهوري)، حصلوا على نسبة رفض بلغت 60 بالمئة في 31 أغسطس 2016. استندت جين ستالين مرشحة الحزب الأخضر على هذه الفكرة في حملتها وقالت في شعارها «لا تصوتوا لأقل الشرّين، قاتلوا للخير الأسمى».
في الانتخابات بين مرشحين يتمتع أحدهما بشعبية معتدلة، والآخر لا يتمتع بشعبية كبيرة، كثيرًا ما يدعوا خصوم كِلا المرشحين للتصويت إلى المرشح ذو الشعبية المعتدلة. على سبيل المثال، في الدورة الثانية للانتخابات الرئاسية الفرنسية 2002 قالت الرسومات التي على الجدران للناس «صوتوا للمخادع، لا للفاشي»، كان «المخادع» في خربشات هذه الرسائل العامة هو جاك شيراك في حزب التجمع من أجل الجمهورية و «الفاشي» هو جان ماري لوبان لحزب التجمع الوطني. فاز شيراك في الدورة الثانية بحصوله علي 82 بالمئة من مجموع الأصوات.

## الأسطورة
«بين سيلا وتشيربدس» هو مصطلح مشتق من عمل هوميروس الأوديسا. في القصة اختار أوديسيوس الذهاب بالقرب من سيلا على أنها أقل الشرّين. فقد أوديسيوس ستة من مرافقيه، ولو أنه ذهب بالقرب من تشيربدس كانون سيهلكون جميعهم. بسبب قصص كهذه أصبح للتنقل بين الأخطار معنى مجازي. ومن الجمل الأخرى الإنجليزية المتعلقة بالأبحار «بين المطرقة والسندان». في السطر اليوناني («هرب من سيلا في محاولة لتجنب تشيربدس») وكانت سابقًا مضرب مثل لمعنى مشابه هرب من عزرائيل فلقيه قابض الأرواح. سجلها إيراسموس كمثال قديم في أداجيا. على الرغم من أن أقدم مثال معروف هو في ألكسندريس، وهي ملحمة شعرية تعود للقرن الثاني عشر كتبها والتر من تشاتيلون.